# Guy Standing
Guy Standing (1948) è un economista britannico.

## Biografia
Guy Standing ha insegnato Economic security all'Università di Bath fino a gennaio 2013. Da ottobre 2012 è professore di sociologia dello sviluppo alla School of Oriental and African Studies (SOAS) dell'Università di Londra, cofondatore del Basic Income Earth Network (BIEN), e autore di vari saggi, tra cui Work After Globalization: Building Occupational Citizenship (2009) e Precariat: the new dangerous class (2011), tradotto in italiano nel 2012, per la collana Contemporanea del Mulino, con il titolo Precari. La nuova classe esplosiva.
È un noto sostenitore della democrazia deliberativa e della necessità di un reddito di base
Dal 1975 al 2006 ha lavorato come ricercatore presso la International Labour Organization su temi dell'insicurezza e della flessibilità lavorativa È noto anche per aver ideato il Decent Work Index.

### Studio sul precariato
Il suo lavoro più noto è The precariat - the new dangerous class, pubblicato nel 2011. Nel saggio, Standing rimprovera alla globalizzazione di aver precipitato sempre più individui nella dimensione del precariato, che egli analizza come una nuova classe sociale emergente Secondo Standing, il precariato non individua solo la sofferenza derivante dall'incertezza del posto di lavoro ma anche un'insicurezza nella stessa identità e l'impossibilità di esercitare un controllo sul tempo, effetti derivanti, non da ultimo, da politiche sociali di workfare.
Standing descrive il precariato come un agglomerato di numerosi e differenti gruppi sociali: gli immigrati, giovani istruiti, e le classi lavoratrici industriali.
Guy Standing richiama i politici alla necessità di mettere in campo ambiziose riforme sociali e politiche che vadano in direzione del riconoscimento del diritto alla sicurezza finanziaria. Sostiene che l'introduzione di un reddito minimo garantito sarebbe un passo importante verso un nuovo approccio.
Egli prevede che, in mancanza di decisioni coraggiose e incisive su questi temi, le società andranno incontro a ondate di violenza e di collera, e all'emergere di istanze populistiche o intolleranti e a partiti di estrema destra.

## Opere
- The Precariat - the new dangerous class, Bloomsbury Publishing, 2011
  - Precari. La nuova classe esplosiva (prefazione di Aris Accornero), coll. Contemporanea, il Mulino, 2012 ISBN 978-88-15-23985-3.
- Work After Globalization. Building Occupational Citizenship (Il lavoro dopo la globalizzazione: Costruire la cittadinanza occupazionale), 2009.
- (con Andràs November), Un revenu de base pour chacun(e) (Un reddito di cittadinanza per tutti/e) , 2003